# Egúlfo de Londres
Egúlfo (em latim: Egulfus; em inglês antigo: Ecgulf, Ecguulf, Ecgwulf, Egwlf), Egcúlfo (Egculfus), Egtúlfo (Egtulfus), Egualdo (Ecguuald), Eguldo (Ecguuld) foi bispo de Londres de 745 até 766/772.

## Vida

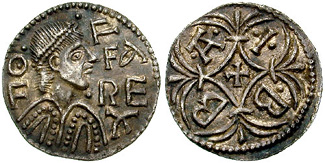
Pêni diademado de Ofa

Egúlfo foi consagrado bispo de Londres em 745. Em 747, participou no Concílio de Clovecho presidido pelo arcebispo Cuteberto da Cantuária. Em 748, testemunhou um documento do rei Etelbaldo no qual garantia ao abade Edburga e sua família nos mosteiros de São Maria e São Pedro e Paulo em Thanet a remissão de metade de um pedágio sobre um navio, talvez em Londres. Em 757/758, testemunhou documento de Cenúlfo da Saxônia Ocidental que concedia 5 hidas em North Stoke, Somersécia, à Abadia de Batônia. Em 761/764, atestou documento de Ofa no qual confirmou a isenção do pedágio portuário a Sigeburga que o rei Etelbaldo havia concedido à abadessa Mildrida. Em 765, testemunhou o documento da consagração do arcebispo Jamberto e o documento de Ofa que concedia 10 hidas em Pyrton ao bispo Milredo dos Huícios.